# Challain-la-Potherie
Challain-la-Potherie est une commune française située dans le département de Maine-et-Loire, en région Pays de la Loire.

## Géographie

### Localisation
La commune est située dans l'ouest du département de Maine-et-Loire, près de la Loire-Atlantique. Ces deux départements sont aujourd'hui inclus dans la même région des Pays de la Loire, mais ils font partie de provinces historiques différentes puisque le Maine-et-Loire était en Anjou et la Loire-Atlantique en Bretagne. Jusqu'à l'union de la Bretagne à la France en 1532, Challain-la-Potherie a d'ailleurs été située à la frontière entre deux États différents. Challain se trouve plus précisément dans le Haut-Anjou, un pays vallonné au nord de la Loire, qui comprend des villes comme Segré, Pouancé, ou Château-Gontier en Mayenne angevine.
Challain est située à une vingtaine de kilomètres de Segré, à 32 km de Châteaubriant, à 37 km d'Ancenis et à 50 km d'Angers. Elle se trouve aussi à une trentaine de kilomètres au nord de la Loire.
Challain se trouve dans une région de bocage, à l'extrémité orientale de l'ensemble paysager armoricain, traditionnellement orientée vers la polyculture et l'élevage combinés, bien que les exploitations agricoles tendent à se spécialiser dans la culture ou l'élevage.
Avant les défrichements du Moyen Âge, le territoire était partagé entre les pelouses sèches et la lande, qui couvrait les hauteurs incultes, et la forêt, composée de chênes pédonculés et sessiles, qui encerclait les cours d'eau et les prairies humides. Les arbres restent très présents dans le paysage et les petits bois situés dans les vallées, les haies et les parcs à l'anglaise qui entourent les nombreux châteaux de la région forment des corridors écologiques tout en offrant une continuité boisée qui ferme l'horizon. Le paysage du Haut-Anjou a néanmoins été profondément modifié à la fin du XXe siècle, avec des remembrements qui ont fait disparaître une partie du bocage en laissant de champs plus vastes, ainsi qu'avec la plantation de nouvelles forêts sur les plus mauvaises terres, notamment des pins Douglas, des peupliers et des chênes.

### Communes limitrophes
Challain-la-Potherie est bordée au sud par les communes de Vritz, Le Pin et La Chapelle-Glain, toutes trois en Loire-Atlantique. Les autres communes limitrophes sont toutes en Maine-et-Loire : Saint-Michel-et-Chanveaux à l'ouest, Le Tremblay au nord, et Loiré et Angrie à l'est.
Toutes les communes limitrophes de Challain-la-Potherie et qui se trouvent en Maine-et-Loire font également partie du canton de Segré.

### Géologie et relief

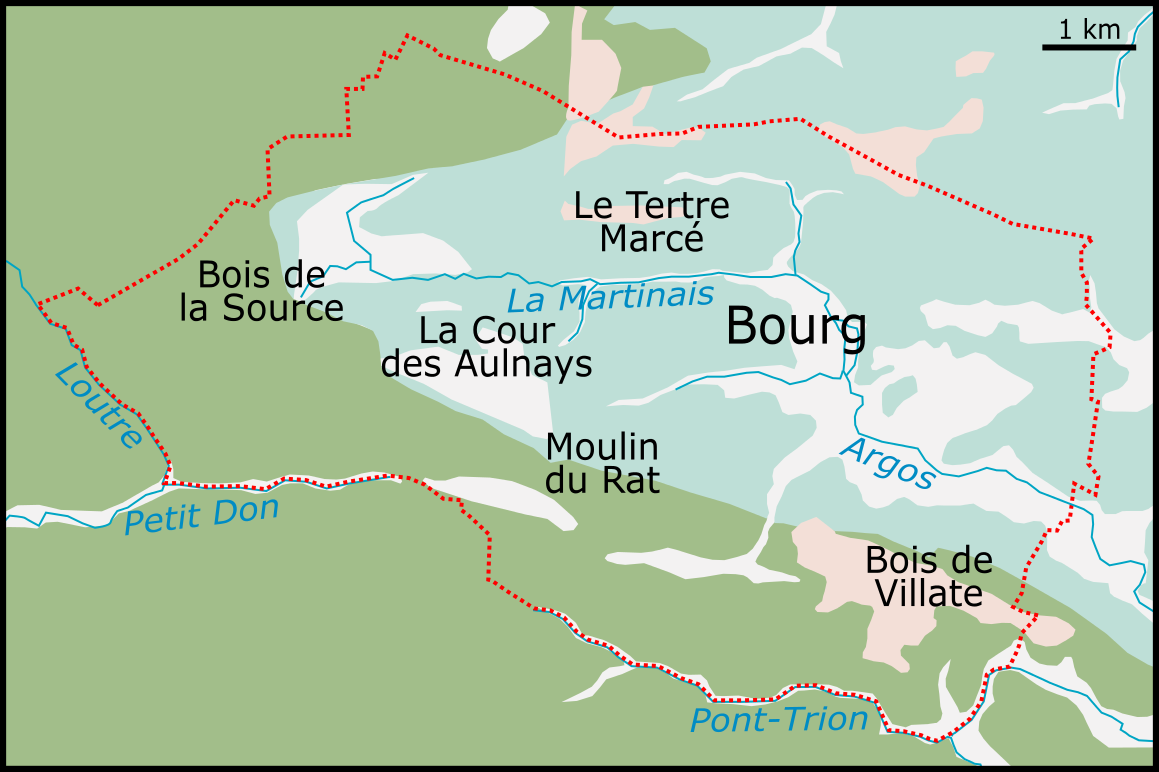
Carte du sous-sol de Challain. Formations visibles sur le territoire communal :
Schistes, poudingues et siltites du Briovérien
Schistes, grès et siltites de l'Arénig
Sables, calloutis et graviers du Pliocène ; alluvions modernes
Altérites suposées paléogènes

La région de Challain-la-Potherie se trouve sur le Massif armoricain, qui est composé de plusieurs unités géologiques parallèles, qui s'étendent sur des axes nord-ouest/sud-est. La commune est située à cheval sur deux domaines différents. Le bourg et les deux tiers nord-est du territoire sont sur des formations de grès et de silts du Briovérien, formant des paysages faiblement vallonnés, et qui correspondent au bassin versant de l'Argos. Dans ce domaine, le réseau hydrographique est peu tributaire des structures hercyniennes. Le reste de la commune, c'est-à-dire les terres se trouvant le long des limites nord, ouest et sud, est situé sur des assises du Paléozoïque suivant une orientation ouest-nord-ouest et est-sud-est bien marquée. Ces assises dominent le domaine briovérien d'une trentaine de mètres. Là les cours d'eau sont très influencés par les structures hercyniennes.
Plus généralement, le domaine briovérien sur lequel se trouve le bourg de Challain fait partie du grand domaine de Bretagne centrale. La ville de Rennes se trouve notamment sur ce même domaine, qui s'étire de l'Anjou au Finistère. Ses sédiments briovériens résultent de l'érosion du Massif armoricain. L'autre domaine présent sur le sol communal se rattache à celui de Saint-Julien-de-Vouvantes. Il est plus étroit car comprimé entre le domaine de Bretagne centrale au nord et celui des Landes de Lanvaux au sud. Ses roches sont datées de l'Arénig au Dévonien supérieur. À Challain, la limite entre les domaines de Bretagne centrale et de Saint-Julien est très nette et elle correspond à la rangée de collines qui ferme l'horizon au sud, du Haut-Loutre au Bois de Villate en passant par le moulin du Rat. Ces collines atteignent par endroits les cent mètres d'altitude, alors que le fond de la vallée de l'Argos se trouve à une cinquantaine de mètres au-dessus du niveau de la mer,.
Sur le territoire de Challain, le domaine de Bretagne centrale comprend principalement des alternances de grès fin et de siltites vertes, et de quartzites et siltites. Le domaine de Saint-Julien est composé de grès armoricains qui arment la ligne de collines citée précédemment. Les zones basses telles que les bassins des cours d'eau sont remplies d'alluvions modernes (sables, argiles, graviers) ainsi que de sables rouges (témoin d'une présence de fer), notamment autour de l'Argos. Ces sables rouges constituent des aquifères.

### Hydrographie
La commune de Challain-la-Potherie appartient à trois bassins versants, celui de l'Oudon, de l'Erdre et de la Vilaine. La majeure partie du territoire communal appartient cependant au premier. Le principal cours d'eau de la commune est l'Argos, qui arrose le bourg. Rivière longue de 22,5 km, elle prend sa source sur le territoire de Challain, près du hameau de la Neue. Avant de longer le bourg, elle reçoit les eaux du ruisseau de la Martinaie, puis celles de la Planche-Ronde dans le parc du château. Ces deux ruisseaux se trouvent entièrement sur le territoire de Challain. Après le bourg, l'Argos rejoint la commune de Loiré, puis Chazé-sur-Argos, Marans et se jette dans la Verzée à Sainte-Gemmes-d'Andigné. La Verzée est elle-même un affluent de l'Oudon, à son tour affluent de la Mayenne et sous-affluent de la Loire. L'Argos est une rivière de petite taille, avec une pente moyenne de 1,3 ‰ et un débit moyen de 0,634 m3/s à son confluent avec la Verzée (par comparaison l'Erdre a un débit de 0,55 m3/s à Candé).
Le ruisseau du Pont-Trion, qui prend sa source entre la Maison-Neuve et les Mortiers, marque une partie de la limite communale sud. Il est partagé entre Challain et Vritz. C'est un affluent du Grand-Gué, dans lequel il se jette à Candé, le Grand-Gué étant lui-même un affluent de l'Erdre. La limite sud entre Challain et Le Pin est de son côté matérialisée par le Petit-Don, un affluent du Don (confluence au Petit-Auverné), rivière qui traverse le nord de la Loire-Atlantique avant de se jeter dans la Vilaine à Massérac.

### Climat
Pour des articles plus généraux, voir Climat des Pays de la Loire et Climat de Maine-et-Loire.
En 2010, le climat de la commune est de type climat océanique altéré, selon une étude du CNRS s'appuyant sur une série de données couvrant la période 1971-2000. En 2020, Météo-France publie une typologie des climats de la France métropolitaine dans laquelle la commune est exposée à un climat océanique et est dans la région climatique Bretagne orientale et méridionale, Pays nantais, Vendée, caractérisée par une faible pluviométrie en été et une bonne insolation.
Pour la période 1971-2000, la température annuelle moyenne est de 11,6 °C, avec une amplitude thermique annuelle de 13,7 °C. Le cumul annuel moyen de précipitations est de 698 mm, avec 11,8 jours de précipitations en janvier et 6,3 jours en juillet. Pour la période 1991-2020, la température moyenne annuelle observée sur la station météorologique de Météo-France la plus proche, sur la commune d'Angrie à 9 km à vol d'oiseau, est de 12,3 °C et le cumul annuel moyen de précipitations est de 710,5 mm,. Pour l'avenir, les paramètres climatiques de la commune estimés pour 2050 selon différents scénarios d'émission de gaz à effet de serre sont consultables sur un site dédié publié par Météo-France en novembre 2022.

### Réseau de communication et transports
Le bourg de Challain-la-Potherie se trouve en relatif isolement par rapport aux axes routiers et il n'est traversé que par des routes mineures. Il se trouve au carrefour des départementales 6, 73 et 81. La première relie Candé à Pouancé, la deuxième La Chapelle-Glain à Loiré et la troisième Challain à Combrée.
Challain-la-Potherie n'a jamais possédé de gare. La commune n'est pas desservie par les cars du réseau départemental Anjoubus ni du réseau TER Pays de la Loire.

## Urbanisme

### Typologie
Au 1er janvier 2024, Challain-la-Potherie est catégorisée commune rurale à habitat très dispersé, selon la nouvelle grille communale de densité à sept niveaux définie par l'Insee en 2022.
Elle est située hors unité urbaine et hors attraction des villes,.

### Occupation des sols
L'occupation des sols de la commune, telle qu'elle ressort de la base de données européenne d’occupation biophysique des sols Corine Land Cover (CLC), est marquée par l'importance des territoires agricoles (95,5 % en 2018), une proportion sensiblement équivalente à celle de 1990 (95,6 %). La répartition détaillée en 2018 est la suivante : 
terres arables (63 %), prairies (21,1 %), zones agricoles hétérogènes (10 %), forêts (3,3 %), cultures permanentes (1,4 %), zones urbanisées (0,6 %), espaces verts artificialisés, non agricoles (0,5 %). L'évolution de l’occupation des sols de la commune et de ses infrastructures peut être observée sur les différentes représentations cartographiques du territoire : la carte de Cassini (XVIIIe siècle), la carte d'état-major (1820-1866) et les cartes ou photos aériennes de l'IGN pour la période actuelle (1950 à aujourd'hui).

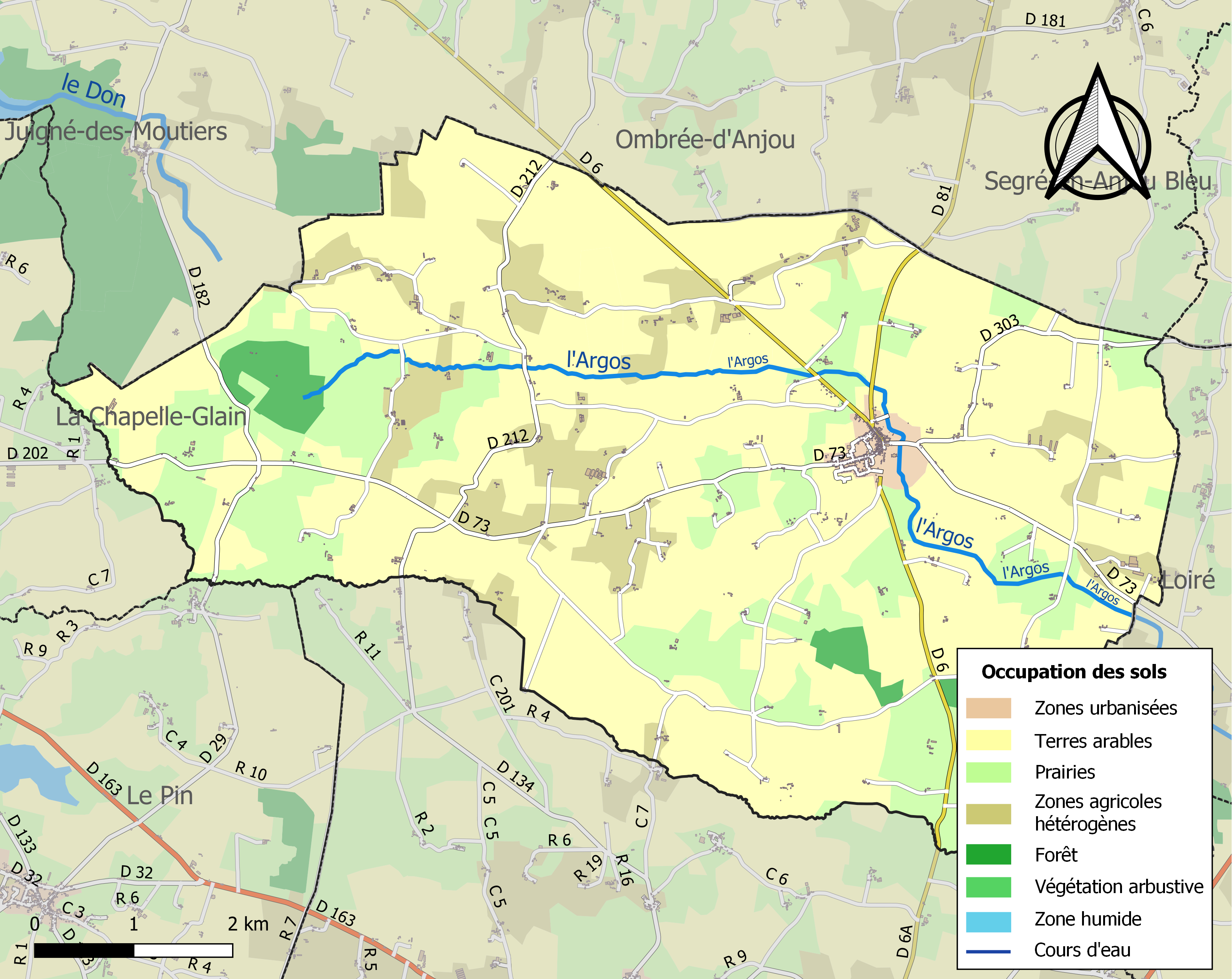
Carte des infrastructures et de l'occupation des sols de la commune en 2018 (CLC).

### Urbanisation
Challain-la-Potherie est une commune rurale, d'une superficie de 47,87 km2, un chiffre au-dessus de la moyenne des communes de France métropolitaine (10,73 km2).
Le village de Challain, qui se trouve approximativement au centre-est du territoire, est le principal établissement humain. Il est établi au croisement de trois routes, le bâti se concentrant sur la Grande-Rue et la rue de la Fontaine. Les parcelles anciennes sont étroites et les constructions s'étalent peu en dehors des rues précédemment citées, malgré la présence de quelques rues et impasses secondaires. Au XXe siècle, des lotissements ont agrandi le village vers l'ouest, à l'extrémité de la rue de la Fontaine. Vers l'est, le développement urbain est empêché par le château, son parc et le plan d'eau. Le village est ancien, puisqu'il est mentionné pour la première fois au XIe siècle, et certaines maisons pourraient remonter au XVe siècle et au XVIe siècle. Le bâti a cependant été très remanié et augmenté aux XVIIIe et XIXe siècles, puis dénaturé au XXe siècle.
Le reste de la commune est faiblement urbanisé, et présente un habitat éparpillé. Il existe un grand nombre de hameaux, rassemblant une ou plusieurs fermes. Ces fermes datent des mêmes époques que les maisons du village ; certaines comme le Petit-Marcé et Bellanger, sont d'anciens manoirs déclassés.

### Logement
Challain-la-Potherie comptait 422 logements en 2013. Cette même année, 80,8 % des logements de la commune étaient des résidences principales et 10,7 % étaient vacants.
L'habitat collectif est largement minoritaire puisque les appartements ne représentaient que 5 % des logements en 2013. Les appartements font en moyenne 3,1 pièces, et les maisons, 5 pièces. Les logements challainais sont généralement assez vastes, puisqu'en 2013, 29,5 % des résidences principales de la commune comptaient au moins cinq pièces, et 23,5 % comptaient au moins 4 pièces.
En 2013, 58,7 % des Challainais occupaient le même logement depuis au moins 10 ans. 71,8 % des habitants étaient propriétaires de leur logement, et 27,3 % étaient locataires. Sur le nombre de locataires, 10,6 % louaient un logement HLM.

## Toponymie
Le nom de la commune est composé de deux appellations concurrentes réunies. Le village s'appelle à l'origine Challain, mais lorsque Urbain Leroy de La Potherie obtient le titre de comte de Challain en 1747, il fait rebaptiser la localité de son propre nom. Challain devint donc La Potherie. Sous l'Ancien régime, il n'est pas rare pour les seigneurs de rebaptiser leurs propriétés pour qu'elles portent le même nom qu'eux. Ainsi, le village de Chambrais en Normandie est renommé « Broglie » en 1742 lorsque le seigneur, Victor-Maurice de Broglie, obtint le titre de duc, et Warty dans le Beauvaisis devient « Fitz-James » lorsqu'il est acquis par les ducs de Fitz-James en 1710. Dans le cas de La Potherie, le nom de « Challain » restera en usage parmi la population. Ainsi la carte de Cassini, dessinée au XVIIIe siècle mentionne le village comme « La Potherie alias Chalain ». Sous la Révolution française, le nom officiel revient à « Châlain », dont l'orthographe est fixée à « Challain » en 1793. En 1826, un arrêté préfectoral préconise cependant l'usage de « La Potherie », ce à quoi le conseil municipal objecte en 1834 et 1835. Le nom actuel de la commune est formé en 1921.
Le nom de « Challain » apparaît sous les formes latines Calen (1050), Calamne, Calamna (1097), et In Chaleim (1126). Ce toponyme viendrait de la racine pré-indo-européenne kal- qui évoque la pierre ou le rocher, et se rapporterait donc à la nature du sol. Chalonnes-sous-le-Lude, Chalonnes-sur-Loire, Chelles, Challans et Challes-les-Eaux auraient la même origine.
La commune comprend un nombre important de toponymes en -ais (38 %). Ce suffixe est typique de la fin des défrichements médiévaux, au XIIe siècle, et il se retrouve en grande quantité dans toute la région. À Challain, ces toponymes occupent plutôt les hauteurs, tandis que ceux en -ière et -erie se trouvent dans les vallées. Le petit et le grand Marcé ont une origine latino-romane et proviennent du nom propre Marcius.

## Histoire

### Préhistoire et Antiquité
Le territoire de la commune est occupé à partir du Néolithique au moins, comme en témoigne le menhir de la Maussionnaie et trois haches en pierre polie. Un trésor de statères d'or du Bas-Empire romain fut découvert en 1861. Ces pièces ont été attribuées à la tribu des Namnètes, mais il est possible qu'elles aient été frappées par les Andécaves.

### Moyen Âge
Le Haut-Anjou est au début du Moyen Âge une région très peu peuplée, et le Christianisme est encore mal implanté. Alors que certains villages comme Angrie se forment dès l'époque carolingienne, la plupart n'apparaissent qu'autour de l'an mil, soit pendant la mise en place du système féodal. À cause de son isolement des routes principales, le bourg de Challain est probablement un des derniers villages du Haut-Anjou à être fondé. Le territoire de la paroisse ne semble avoir été défriché qu'à la fin du XIIe siècle, alors que la plupart des autres paroisses de la région ont surtout été défrichées à la fin du XIe siècle et au début du XIIe siècle. D'autres paroisses voisines, comme Loiré et Chazé-sur-Argos, montrent un même défrichement tardif. À Challain, les défrichements médiévaux semblent avoir suivi un schéma concentrique au départ du bourg.
Des seigneurs de Challain sont mentionnés dans la charte de Carbay, écrite vers 1050. Ces seigneurs, Engelbert et Hilduin, ont été témoins de la donation du prieuré de Carbay à l'abbaye de Marmoutier. Il s'agit de la première mention écrite concernant Challain. Les textes médiévaux renseignent très peu sur l'histoire de la paroisse. Celle-ci est dédiée à la Bienheureuse Marie, une titulature commune au Xe et XIe siècles, mais dont le culte est surtout important au XIIe siècle. La paroisse du Tremblay, située au nord de Challain, a fait partie de cette dernière jusqu'en 1636, date de la fondation de l'église paroissiale du Tremblay. L'église de Challain est mentionnée pour la première fois dans une bulle du pape Lucien III datée de 1184, dans laquelle elle est donnée à l'abbaye de Nyoiseau. Jusqu'à la Révolution française, c'est d'ailleurs l'abbesse de Nyoiseau qui présentait le curé de Challain lors de la nomination des évêques d'Angers. Les seigneurs de Challain avaient le titre de fondateurs de la paroisse, et à ce titre, ils pouvaient être enterrés dans l'église, et y avoir leur banc et leurs armoiries.
Étant donné que des seigneurs de Challain sont mentionnés en 1050, il est vraisemblable que le château existait déjà à cette époque. Challain se trouve par ailleurs dans une zone où les mottes castrales étaient particulièrement nombreuses aux XIe et XIIe siècles. Cette zone avait la forme d'un axe s'étendant entre Challain et Le Lion-d'Angers, et la densité des mottes s'explique par le fait que cet axe correspond à la limite entre les zones d'influences des familles de Pouancé-la Guerche et Rorgon-Montrevault. Sur le territoire de Challain, des mottes existaient à la Thibaudaie (détruite au XIXe siècle) et à la Cour des Aulnays (remplacée par un manoir). Le lieu dit La Motte, situé près de la Thibaudaie, possédait peut-être une autre motte, sans que cela soit certain. Une motte à conils non identifiée est également mentionnée dans un aveu du XVe siècle,.
Aucun document ne mentionne Challain avant le XIIIe siècle. Le village appartient alors à Guillaume de Thouars, également seigneur de Candé et du Lion-d'Angers. À sa mort, toutes ses possessions passèrent à la famille de Châteaubriant. Néanmoins, à la fin du siècle, Geoffroy V de Châteaubriant divisa sa succession entre deux fils, l'aîné Geoffroy VI, recevant Châteaubriant, Candé et toutes les autres grandes propriétés, et le cadet, Jehan, héritant de Challain et du Lion. L'histoire seigneuriale de Challain se redétacha donc de celle de Candé. Un aveu rendu en 1407 détaille l'état de Challain à cette époque : la terre comprend un château, un étang, trois métairies, le seigneur possède entre autres le droit de tenir un marché, d'arrêter les malfaiteurs, et d'utiliser basse, moyenne et haute justice. La terre de Challain comprend plusieurs seigneuries vassales, la terre des Aulnays, du Tremblay, de Danepôt, de Fresnay, de Glorieux, du Petit-Marcé, des Moulinets et de Villatte.

### Époque moderne
Au début du XVIe siècle, la branche des Châteaubriant de Challain s'éteignit, et la seigneurie passa par mariage à la famille de Chambes. Celle-ci était alors une des plus grandes familles de l'Ouest de la France, possédant notamment le titre de comte de Montsoreau. Les Chambes possédaient de très nombreuses terres, et Challain était pour eux une propriété subalterne. Ils essayèrent de s'en séparer une première fois en 1552, avant de la vendre définitivement en 1574 à Antoine d'Espinay, seigneur de Broons en Bretagne.
Ce dernier mourut lors des Guerres de religion et sa veuve revendit Challain à Christophe Fouquet, issu de la même famille que Nicolas Fouquet, surintendant de Louis XIV. Christophe Fouquet, déjà président du Parlement de Bretagne, s'occupa avec soin de sa terre de Challain où il élit résidence. Il pensa faire reconstruire le château, qui était alors en très mauvais état, mais choisit plutôt de fonder un couvent de Carmes. L'édifice fut inauguré en 1617 et prit le nom de « couvent Saint-Joseph ». Il possédait de nombreuses terres, mais en raison de querelles avec le clergé séculier, il ne réussit jamais à prospérer, et ne comptait que quatre ou cinq religieux cent ans après sa fondation.
Le petit-fils de Christophe Fouquet, également appelé Christophe, fut fait vicomte de Challain en 1650. Le roi tenait ainsi à le remercier de ses services lors de batailles à Thionville, Piombino et Porto-Longone, et à faire hommage à son père et son grand-père pour leur charge de président du Parlement de Bretagne. Sept ans plus tard, le roi éleva à nouveau la seigneurie de Challain, cette fois au titre de comté. Christophe fut remplacé par son fils Bernadin, mais ce dernier n'eut pas d'enfants et divisa Challain entre divers héritiers. À sa mort en 1722, ceux-ci affermèrent la terre à un intendant avant de décider de tout vendre en 1747. Challain fut vendue à Urbain Le Roy, seigneur de La Potherie, contre 76 200 livres tournois.
Le titre de comte de Challain s'était éteint avec Bernardin Fouquet, mais Urbain Le Roy obtint du roi la recréation du titre en 1748. La seigneurie changea cependant de nom et les lettres patentes donnent à Urbain Le Roy le titre de « comte de La Potherie », ce qui entraîne le changement de nom du village.

### Époque contemporaine
Le dernier seigneur de Challain avant la Révolution française fut Louis Le Roy de La Potherie, né en 1762. Il émigra en 1790 et rejoint l'Armée des Princes avec l'espoir de rétablir la monarchie. Le village prit lui-aussi parti pour les royalistes et soutint la Chouannerie. Son prêtre refusa de prêter serment à la Constitution civile du clergé et fut envoyé en Espagne en 1792. En 1796, sur le chemin de la Tuasse, en limite du Tremblay près de la Blamerie, un bataillon de 400 soldats républicains est surpris dans un chemin par 3 000 chouans dirigés par Mathurin Ménard, dit Sans-Peur. Les républicains perdent 300 hommes, tandis les pertes des chouans sont faibles. Le manoir de la Cour des Aulnays, refuge royaliste, fut plusieurs fois attaqué par les Républicains, notamment en 1794.
Pendant les Cent-Jours, les hommes de Challain reprirent les armes sous le commandement de Sans-Peur et s'avancèrent jusqu'aux environs de Belligné, sans mener combat. Ils abandonnèrent les armes au retour de Louis XVIII. Le comte de La Potherie, rentré d'exil en 1801, participa à l'Expédition d'Espagne en 1823, et fut élu député royaliste de Maine-et-Loire en 1825. Refusant de prêter serment à la monarchie de Juillet, il dut abandonner son siège en 1830. Il jouissait d'une grande popularité à Challain, et chaque fois qu'il rentrait de Paris, les habitants lui faisaient une ovation et formaient une escorte jusqu'au château.
Louis Le Roy de La Potherie mourut en 1847 et laissa le château et les terres de Challain à sa fille Louise-Ida, épouse La Rochefoucauld. C'est elle et son mari qui ont fait démolir le vieux château et fait bâtir l'immense édifice néogothique à la place. Le nouveau château de Challain, terminé en 1854, est l'un des plus grands châteaux du département, et le symbole d'une aristocratie locale encore puissante.
Pendant la Première Guerre mondiale, 70 habitants perdent la vie. Lors de la Seconde Guerre mondiale, 5 habitants sont tués.

## Politique et administration

### Administration municipale
| Période                                  | Période                   | Identité                      | Étiquette | Qualité                                         |
| ---------------------------------------- | ------------------------- | ----------------------------- | --------- | ----------------------------------------------- |
| 1791                                     |                           | J. Pinon                      |           |                                                 |
| 1800                                     | Thermidor an IX           | Prégent Brillet de Villemorge |           |                                                 |
| 1803                                     |                           | Popin                         |           |                                                 |
| janvier 1808                             | avril 1815                | Prégent Brillet de Villemorge |           | conseiller général, député sous la Restauration |
| 7 avril 1815                             |                           | Armand-Julien Bodier          |           |                                                 |
| 12 juillet 1815                          |                           | Prégent Brillet de Villemorge |           |                                                 |
| 1816                                     |                           | René Provost                  |           |                                                 |
| septembre 1830                           | juin 1831                 | Édouard Parage                |           |                                                 |
| 1831                                     |                           | Philippe Caternault           |           |                                                 |
| 1833                                     |                           | Parage                        |           |                                                 |
| 1835                                     |                           | Caternault                    |           |                                                 |
| 1838                                     |                           | Parage                        |           |                                                 |
| 1841                                     |                           | Amédée de Villemorge          |           |                                                 |
| 1848                                     |                           | Albert de La Rochefoucauld    |           |                                                 |
| 1856                                     |                           | J.-B. Ménard                  |           |                                                 |
| 1859                                     |                           | Auguste Raimbault             |           |                                                 |
| 1885                                     |                           | Henri de La Rochefoucauld     |           |                                                 |
| 1894                                     |                           | Paul de Villemorge            |           |                                                 |
| 1908                                     |                           | Courtès                       |           |                                                 |
| 1935                                     |                           | Jean de Fontanges             |           | conseiller général 1945-1961                    |
| 1959                                     |                           | Louis Gohier                  |           |                                                 |
| juin 1995                                | 2001                      | Marthe Robert                 |           | agricultrice retraitée                          |
| mars 2001                                | mars 2008                 | Roland Delanoë                |           | agriculteur                                     |
| mars 2008                                | avril 2014                | Clotilde Lebreton             |           | cogérante d'entreprise paysagiste               |
| avril 2014                               | mai 2020                  | Dominique Faure               |           |                                                 |
| mai 2020                                 | En cours (au 28 mai 2020) | Anaël Robert                  |           |                                                 |
| Les données manquantes sont à compléter. |                           |                               |           |                                                 |

### Intercommunalité
La commune est membre de la communauté de communes du Canton de Candé, elle-même membre du syndicat mixte Pays de l'Anjou bleu, Pays segréen.

### Jumelages
- Somersham (Royaume-Uni).

## Population et société

### Démographie

#### Évolution démographique
L'évolution du nombre d'habitants est connue à travers les recensements de la population effectués dans la commune depuis 1793. Pour les communes de moins de 10 000 habitants, une enquête de recensement portant sur toute la population est réalisée tous les cinq ans, les populations de référence des années intermédiaires étant quant à elles estimées par interpolation ou extrapolation. Pour la commune, le premier recensement exhaustif entrant dans le cadre du nouveau dispositif a été réalisé en 2008.

En 2022, la commune comptait 811 habitants, en évolution de −0,61 % par rapport à 2016 (Maine-et-Loire : +2,12 %, France hors Mayotte : +2,11 %).
| 1793  | 1800  | 1806  | 1821  | 1831  | 1836  | 1841  | 1846  | 1851  |
| ----- | ----- | ----- | ----- | ----- | ----- | ----- | ----- | ----- |
| 1 223 | 1 015 | 1 657 | 1 580 | 1 626 | 1 745 | 1 754 | 1 813 | 1 944 |

| 1856  | 1861  | 1866  | 1872  | 1876  | 1881  | 1886  | 1891  | 1896  |
| ----- | ----- | ----- | ----- | ----- | ----- | ----- | ----- | ----- |
| 1 997 | 2 035 | 2 067 | 1 968 | 2 001 | 2 016 | 2 046 | 2 070 | 1 939 |

| 1901  | 1906  | 1911  | 1921  | 1926  | 1931  | 1936  | 1946  | 1954  |
| ----- | ----- | ----- | ----- | ----- | ----- | ----- | ----- | ----- |
| 1 860 | 1 803 | 1 778 | 1 518 | 1 455 | 1 425 | 1 391 | 1 685 | 1 311 |

| 1962  | 1968  | 1975 | 1982 | 1990 | 1999 | 2006 | 2008 | 2013 |
| ----- | ----- | ---- | ---- | ---- | ---- | ---- | ---- | ---- |
| 1 175 | 1 141 | 972  | 945  | 873  | 774  | 801  | 811  | 815  |

| 2018 | 2022 | - | - | - | - | - | - | - |
| ---- | ---- | - | - | - | - | - | - | - |
| 800  | 811  | - | - | - | - | - | - | - |

#### Pyramide des âges
La population de la commune est relativement jeune.
En 2018, le taux de personnes d'un âge inférieur à 30 ans s'élève à 32,9 %, soit en dessous de la moyenne départementale (37,2 %). À l'inverse, le taux de personnes d'âge supérieur à 60 ans est de 29,3 % la même année, alors qu'il est de 25,6 % au niveau départemental.
En 2018, la commune comptait 415 hommes pour 385 femmes, soit un taux de 51,88 % d'hommes, largement supérieur au taux départemental (48,63 %).
Les pyramides des âges de la commune et du département s'établissent comme suit.
| Hommes | Classe d’âge | Femmes |
| ------ | ------------ | ------ |
| 0,2    | 90 ou +      | 2,1    |
| 7,7    | 75-89 ans    | 11,7   |
| 20,5   | 60-74 ans    | 16,4   |
| 17,6   | 45-59 ans    | 17,7   |
| 20,7   | 30-44 ans    | 19,7   |
| 12,5   | 15-29 ans    | 11,9   |
| 20,7   | 0-14 ans     | 20,5   |

| Hommes | Classe d’âge | Femmes |
| ------ | ------------ | ------ |
| 0,9    | 90 ou +      | 2,1    |
| 7      | 75-89 ans    | 9,5    |
| 16,2   | 60-74 ans    | 16,9   |
| 19,4   | 45-59 ans    | 18,7   |
| 18,2   | 30-44 ans    | 17,5   |
| 18,8   | 15-29 ans    | 17,6   |
| 19,5   | 0-14 ans     | 17,6   |

## Économie
Sur 108 établissements présents sur la commune à fin 2010, 57 % relèvent du secteur de l'agriculture (pour une moyenne de 17 % sur le département), 2 % du secteur de l'industrie, 10 % du secteur de la construction, 27 % de celui du commerce et des services et 4 % du secteur de l'administration et de la santé. Cinq ans plus tard, en 2015, sur les 124 établissements présents, 44 % relèvent du secteur de l'agriculture (pour une moyenne de 11 % sur le département), 7 % du secteur de l'industrie, 9 % de celui de la construction, 36 % du secteur du commerce et des services et 4 % de celui de l'administration et de la santé.
La commune connaît une fermeture de plusieurs de ses commerces de proximité avec la boulangerie en 2010 et l'épicerie en 2013. En 2014, une association locale est créée pour rouvrir l'épicerie fermée et la transformer en épicerie associative gérée par trois salariés et des bénévoles.

## Culture locale et patrimoine

### Lieux et monuments

Blason de Christophe Fouquet (1597-1675), seigneur de Challain.

- Le château de Challain-la-Potherie, bâtisse du XIXe siècle, construit à partir de 1842 par François de La Rochefoucauld-Bayers[réf. nécessaire].  Inscrit MH (2004).
- Le moulin à vent du Rat, construit au XIXe siècle et qui est en état de fonctionnement.  Inscrit MH (1975).
- Le manoir de la Cour des Aulnays du XVIe siècle, qui comprend une chapelle, un châtelet et des douves.  Inscrit MH (1989).
- Le manoir du Grand-Marcé, bâti aux XVe et XVIe siècles.
- Le lavoir et la fontaine Saint-Hélier, du XIXe siècle.
- L'église Notre-Dame, en partie reconstruite durant la seconde moitié du XVIIIe siècle, ne suffisait plus à la population augmentante du village, ainsi, dès 1821, la commune demande un agrandissement. La reconstruction commence en 1862 avec la nef et le clocher et s'achève en 1879 avec le chœur.

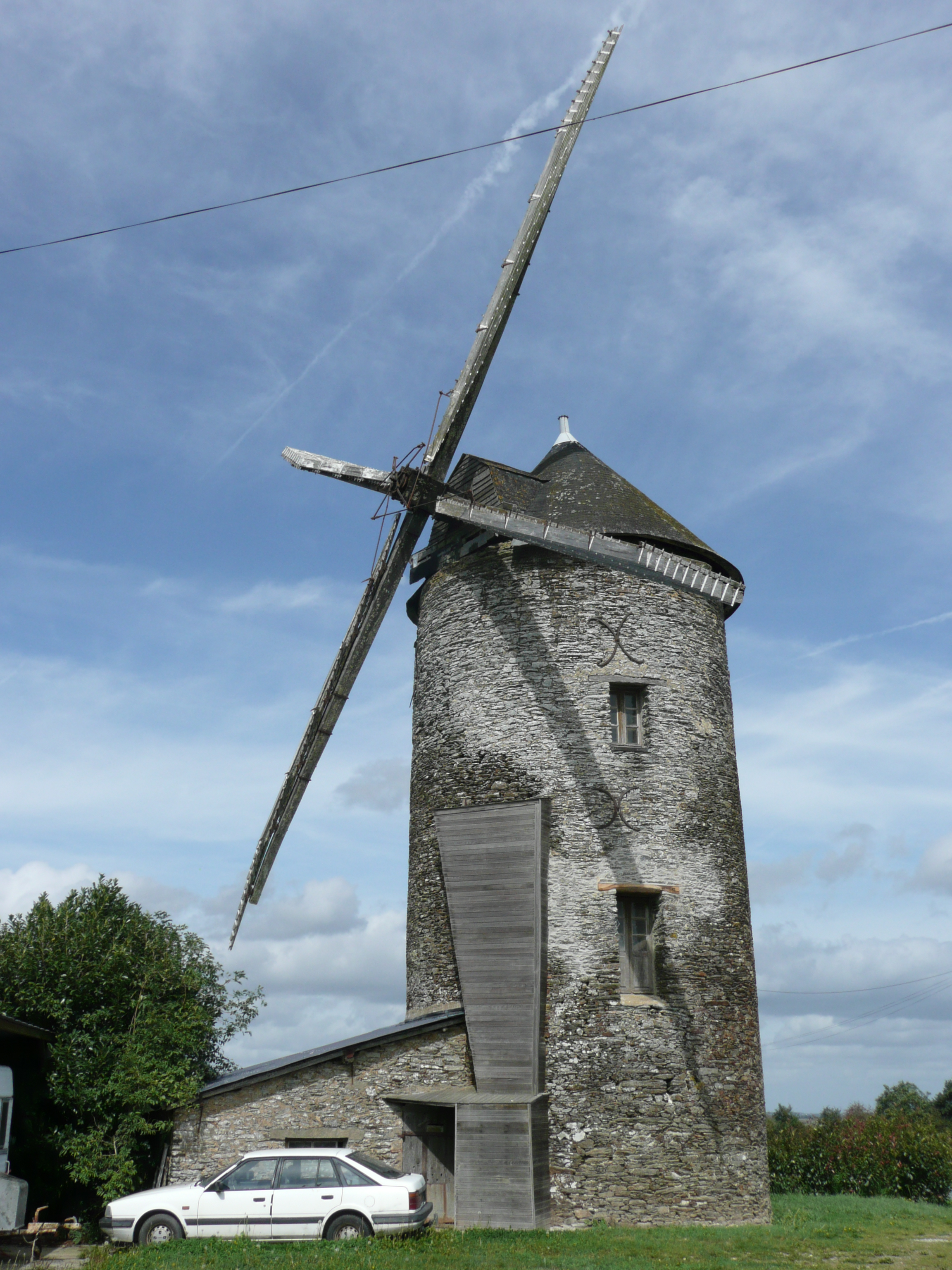
Moulin du Rat.
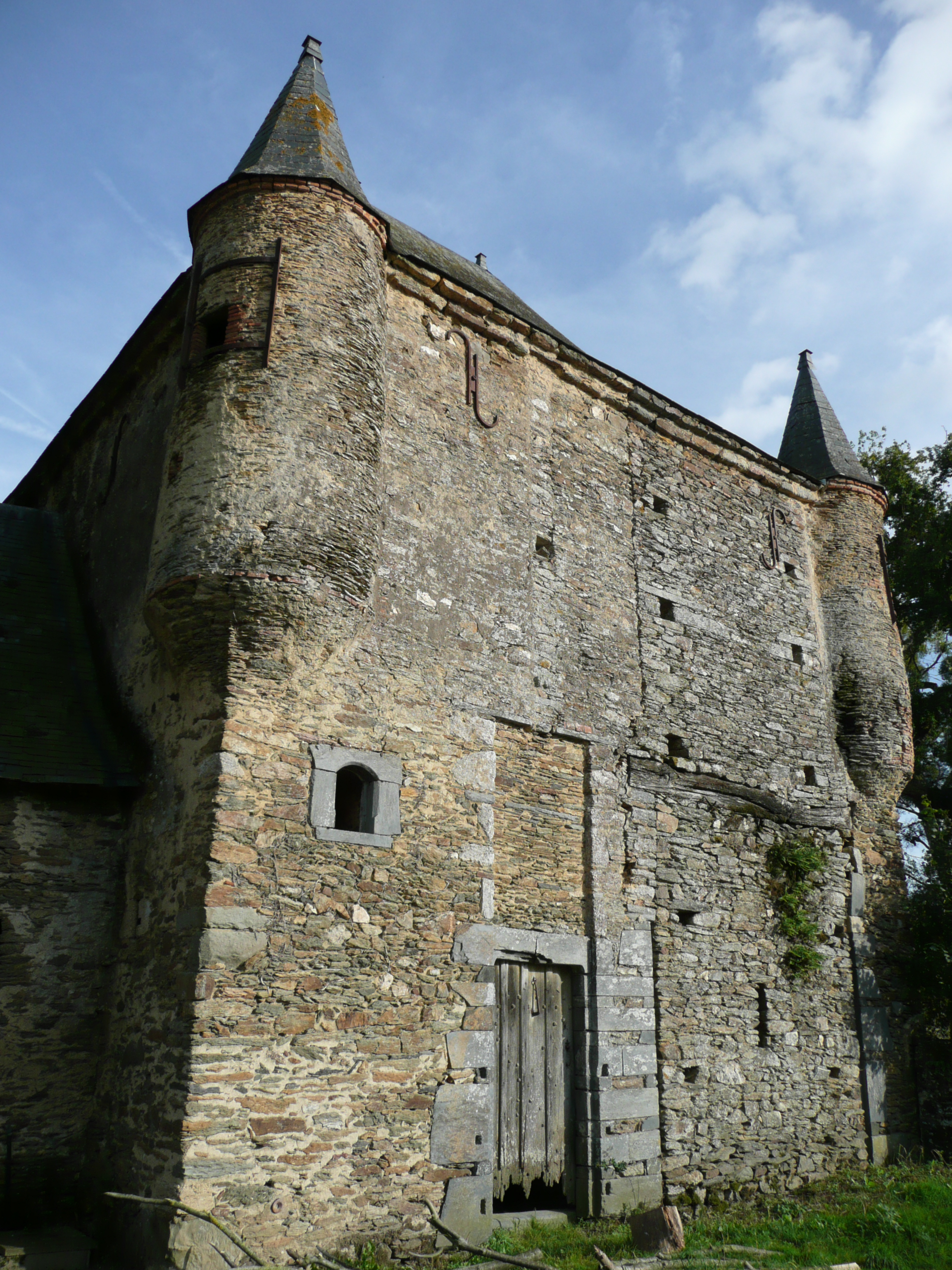
Manoir de la Cour des Aulnays.
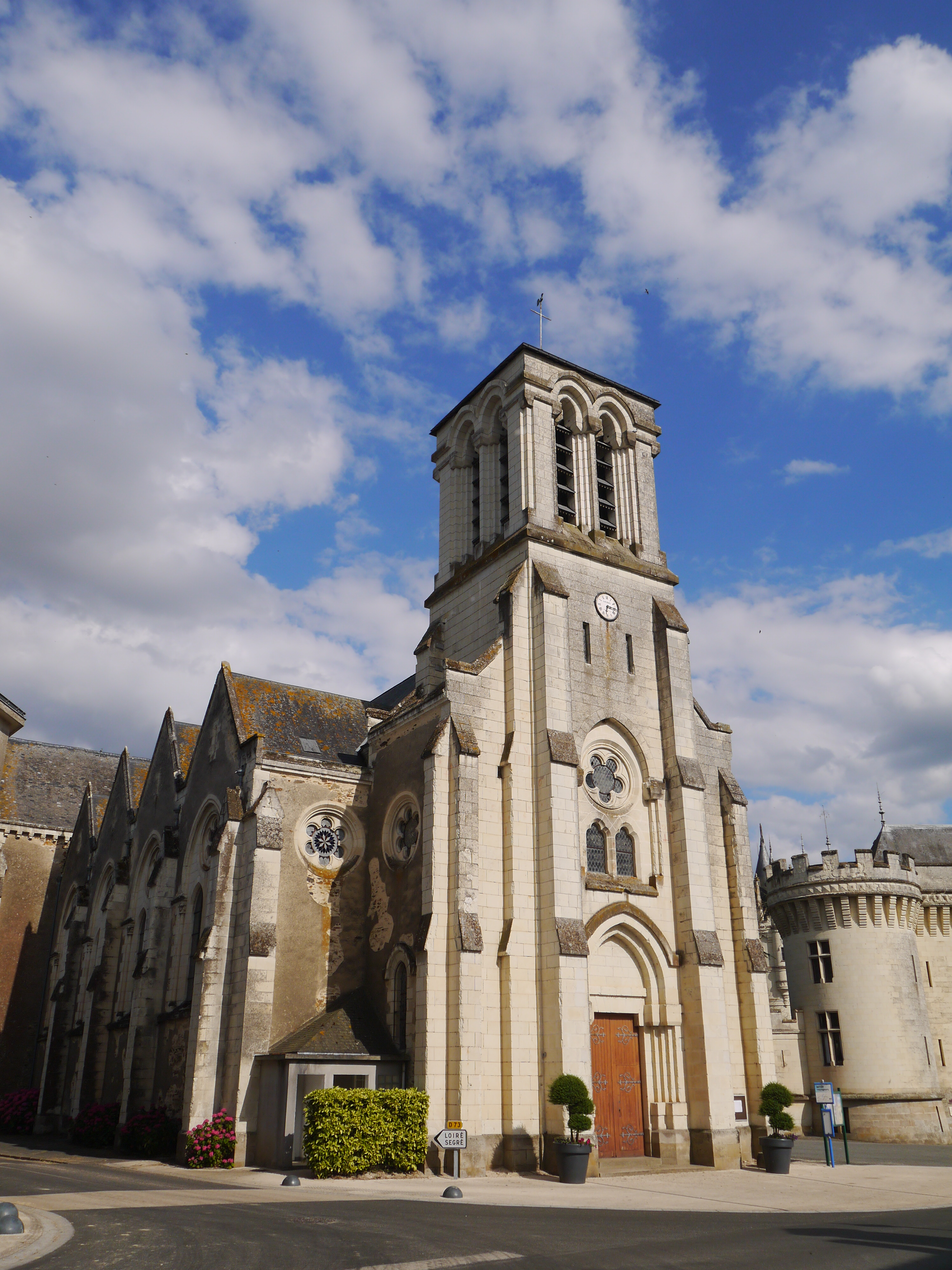
Église Notre-Dame.

### Personnalités liées à la commune
- François-Armand-Joseph d'Avoynes (1762-1807), aristocrate français, émigré et chef chouan, né le 14 mai 1762 à la Bonnaunière, paroisse de Challain.

#### Le doyenné de Candé auxXIeetXIIesièclesMichel Pecha
- Michel Pecha, Le doyenné de Candé aux XIe et XIIe siècles : Organisation de l'espace et structures sociales, 2006, 904 p. (lire en ligne)

1. ↑  p. 370.
2. ↑  p. 516.
3. ↑  p. 499.
4. ↑  p. 693.
5. 1 2  p. 170.
6. ↑  p. 216.
7. ↑  p. 733.
8. ↑  p. 128.
9. ↑  p. 138.
10. ↑  p. 562.
11. ↑  p. 563.

#### Histoire de la baronnie de CandéRené de l’Esperonnière
- René de l'Esperonnière, Histoire de la baronnie de Candé, Angers, Lachèse, 1894 (lire en ligne)

1. ↑  p. 420.
2. ↑  p. 430.
3. ↑  p. 437.
4. ↑  p. 439.
5. ↑  p. 411.
6. ↑  p. 442.
7. ↑  p. 446.
8. ↑  p. 448.
9. 1 2  p. 451.
10. ↑  p. 393.
11. ↑  p. 405.
12. ↑  p. 346.
13. ↑  p. 479.
14. ↑  p. 394.
15. ↑  p. 452.
16. ↑  p. 457.

#### DictionnaireCélestin Port
- Célestin Port, Dictionnaire historique, géographique et biographique de Maine-et-Loire, et de l'ancienne province d'Anjou, vol. 1, Paris, J. B. Dumoulin, 1874

- Célestin Port, Dictionnaire historique, géographique et biographique de Maine-et-Loire, et de l'ancienne province d'Anjou, vol. 1, Angers, H. Siraudeau et Cie, 1965(Revu et mis à jour par Jacques Levron et Pierre d'Herbécourt).

1. 1 2 3  p. 609.
2. ↑  Célestin Port 1965, p. 611, liste des maires jusqu'en 1965.

- André Sarazin, Supplément au dictionnaire historique, géographique et biographique de Maine-et-Loire de Célestin Port, vol. 1, Mayenne, éd. régionales de l'Ouest, 2004